# المجدول (حزام)
المجدول أو الحزام أو المضمة هي أسماء لأحد عناصر اللباس المغربي التقليدي الرئيسية، سواء كان قفطاناً أو تكشيطة، ولا ينفك عنهما، حيث يمثل 50% لكامل اللباس سواء تكشيطة أو قفطان.

## دوره
للمجدورل دور مهم في تثبيث اللباس، حيث يوضع حول البطن. يرافقه أيضاً عناصر أخرى هامة لكمال زينة اللباس وهي التخمال وهو قطعتين مخدومتين بخيوط الحرير أو الصقلي ذهبي أم فضي، دورهما هو رفع تثبيث الأكمام إلى الأعلى للمساعدة على الأكل أو أداء الأعمال المنزلية. والتشمار هو قطعة واحدة له زينة كمالية للقفطان أو التكشيطة وهو عبارة عن مجموعة من الخيوط الحريرية المغزولة المشدودة بمجموعة من العقد أو الغرزة الفاسية؛ يُلبس على الظهر ويقوم بتثبيث الأكمام أيضاً مثل التخمال، ونجد المجدول يرافق التشمار مكان المضمة لانهما متكاملان.

## تاريخه
يرجع تاريخ التكشيطة والقفطان إلى زمن غير مؤرخ أيام تجارة الحرير الآسيوية، لنجد تشابهاً كبيراً بينها وبين اللباس التقليدي الآسيوي، إلا أن الفرق الوحيد في التاريخ أن القفطان والمضمة كانا حكراً على الرجال، حيث أن المضمة لها دور في تثبيث غمد السيف أو الخنجر، أما اليوم فهي حكر على النساء فقط (بعض الحرس الملكي المغربي ما زال محتفظا بالتقاليد).